# Museo de Arte Contemporáneo del País Vasco-Artium Museoa
El Museo de Arte Contemporáneo del País Vasco-Artium Museoa es un museo español dedicado al arte y la cultura contemporáneas ubicado en Vitoria (Álava, País Vasco). El museo cuenta con una importante colección de arte vasco y español de los siglos XX y XXI, un fondo con cerca de 3.000 piezas. Artium Museoa se distingue además por sus exposiciones temporales, tanto colectivas -con temas vinculados al tiempo actual- como individuales. Por sus salas han pasado algunas de los principales y más significativos creadores del panorama nacional e internacional. El edificio es una singular construcción cuyas tres cuartas partes se encuentran bajo el nivel de la calle, lo que le ha dado el apelativo de museo-bodega, y es obra del arquitecto vitoriano José Luis Catón. El museo se inauguró el 26 de abril de 2002.

## Historia y titularidad
El museo surgió de la colaboración de la Diputación Foral de Álava, propietaria de la mayor parte de los fondos que integran la Colección Permanente y titular del edificio, con el Gobierno Vasco, el Ministerio de Cultura de España y el Ayuntamiento de Vitoria. Su inauguración tuvo lugar el 26 de abril de 2002. Previamente, en febrero de 2001, se constituyó la Fundación Artium de Álava, con el fin de dirigir y gestionar el futuro Museo de Arte Contemporáneo del País Vasco. Su Patronato está constituido por las instituciones públicas que participaron en la construcción y puesta en marcha del museo y las entidades privadas que, participando en el Programa de Miembros Corporativos de la Fundación, adquieren la condición de patronos privados. Fuera de este esquema funciona el Programa de Miembros Asociados, orientado a aquellas personas que desean vincularse a Artium Museoa con una participación especial en sus ofertas de actividades.

## El edificio

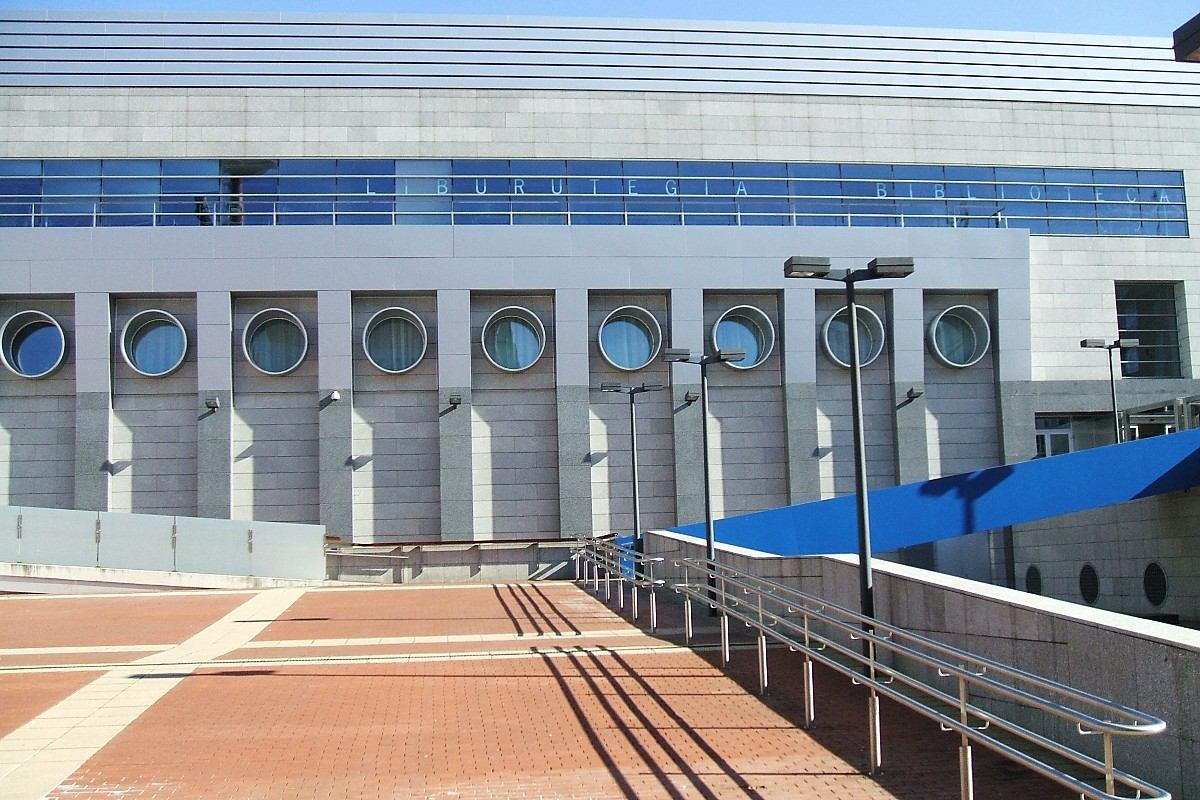
Aspecto exterior.

Obra del arquitecto José Luis Catón, se organiza en torno y por debajo de una amplia plaza trapezoidal limitada por las calles de Francia, La Paloma, La Esperanza y Prudencio María Verástegui, que anteriormente ocupara la vieja estación de autobuses de Vitoria. Como en una bodega, buena parte de sus espacios se encuentran bajo el nivel de calle. En el oeste, un gran cubo de hormigón blanco alberga el acceso principal al museo y a algunos espacios y servicios complementarios: el vestíbulo principal, el Auditorio, la Sala Plaza, el restaurante Cube y la taquilla y la consigna, entre otros.
En el vestíbulo principal comparten protagonismo el gran Mural cerámico de Joan Miró y Josep Llorens i Artigas, y la monumental escultura Un Pedazo de Cielo Cristalizado, de Javier Pérez. Un descenso de siete metros bajo el nivel del suelo conduce a la antesala del Centro-Museo, el lugar desde el que se accede a las salas de exposiciones. La artista vitoriana Anabel Quincoces incorporó a este espacio en 2007 con carácter permanente la obra Water Flames (flowing), un conjunto escultórico de piezas de vidrio soplado. A derecha e izquierda de la antesala se distribuyen los accesos a la Sala A0 y las Salas A1 y A2, que se extienden bajo la plaza. La Sala A3, situada en un piso superior, cuenta un acceso independiente en la plaza del museo desde febrero de 2025.
Sobre la Sala A3 se levanta, de nuevo en la superficie, el edificio de granito gris que cierra el trapecio de la plaza y que contiene los espacios para talleres didácticos, la Biblioteca y Centro de Documentación, así como los servicios administrativos del museo.

## Fondos y servicios

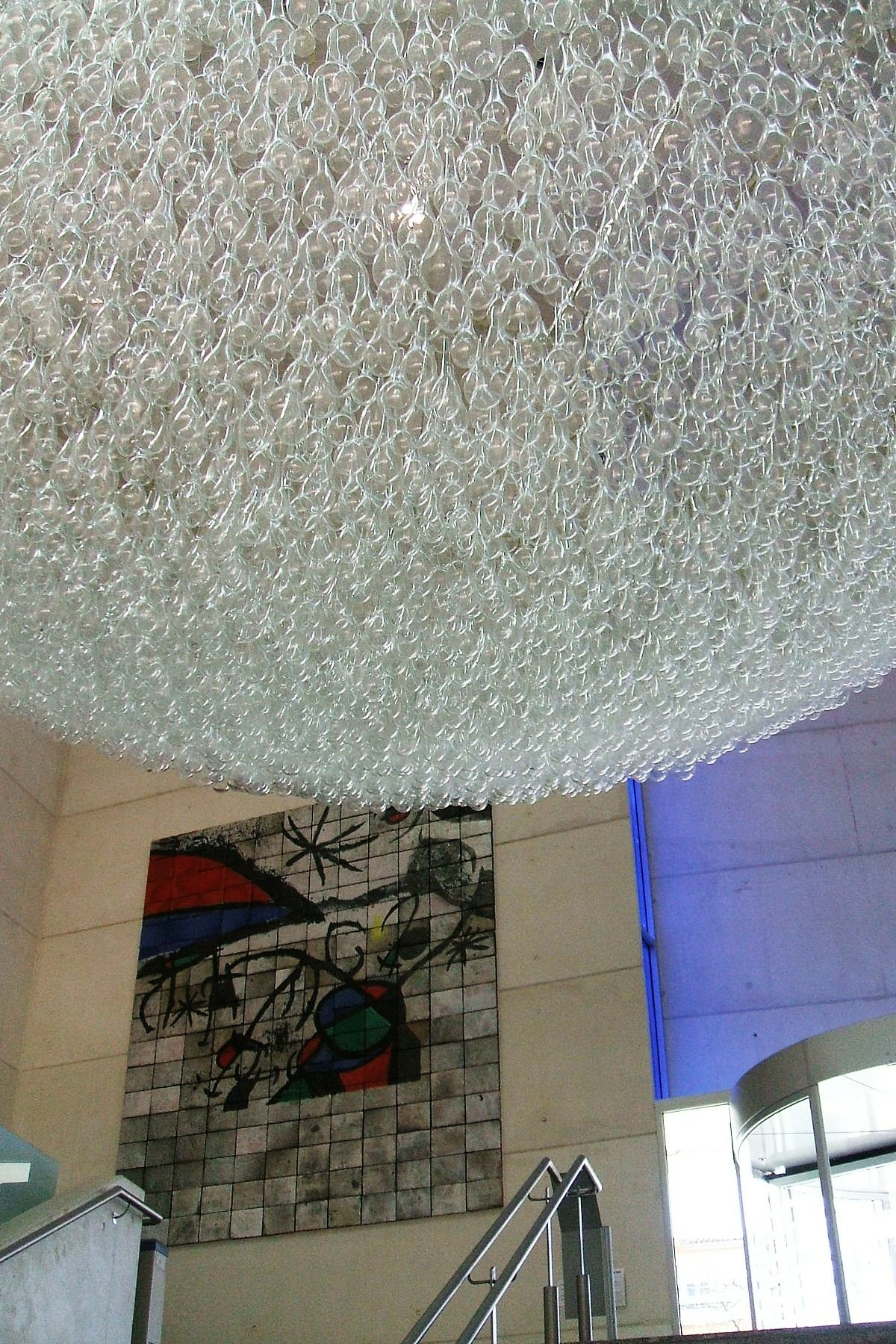
El vestíbulo: Mural cerámico, de Joan Miró y Llorens Artigas, y Un Pedazo de Cielo Cristalizado, de Javier Pérez.

La Colección Permanente cuenta con obras de los artistas (por orden alfabético): Ignasi Aballí, Ana Laura Aláez, Vicente Ameztoy, Txomin Badiola, Miquel Barceló, Joseph Beuys, Joan Brossa, Rafael Canogar, Juan Francisco Casas, Jacobo Castellano, Costus, Jake & Dinos Chapman, Eduardo Chillida, Salvador Dalí (Retrato de la Sra. Fagen), Óscar Domínguez, Equipo Crónica, Alberto García-Alix, Luis Gordillo, Eva Lootz, Manolo Millares, Joan Miró, Juan Muñoz, Jorge Oteiza, Pablo Palazuelo, Guillermo Pérez Villalta (El baño), Pablo Picasso (Mosquetero con pipa), Antonio Saura, Pablo Serrano, José María Sicilia, Antoni Tàpies, Darío Urzay, Juan Uslé y Darío Villalba, entre muchos otros. En total, la colección se compone de alrededor de 3000 piezas de pintura, escultura, grabado, dibujo, fotografía, video e instalaciones. La monumental La Mirada, escultura de hierro de 45 m de altura obra (2001) del artista Miquel Navarro, se yergue frente al edificio en la plaza que asoma a la calle Francia.
El núcleo principal de la Colección Permanente lo constituye el fondo coleccionado por la Diputación Foral de Álava, aunque a lo largo de los últimos años se han producido ingresos de obras notables y numerosas procedentes de depósitos y donaciones realizados por coleccionistas privados e instituciones públicas. Las adquisiciones aprobadas por la Fundación Artium se hacen bajo un triple criterio: 
- Obras pertenecientes a las vanguardias históricas anteriores a 1939.
- Piezas de las décadas comprendidas entre 1940 y 1990, incluyendo obras de los pocos artistas tanto vascos como del resto de España que al día de hoy todavía no pertenecen a la Colección, así como segundas, terceras o cuartas obras correspondientes a diferentes épocas de artistas que ya están representados en los fondos del museo
- Obras pertenecientes a la creación más actual, tanto de creadores jóvenes de diversos orígenes con una incipiente trayectoria o nuevos nombres en el panorama del arte contemporáneo

Todo ello se materializa en las distintas exposiciones en las que Artium Museoa muestra su Colección Permanente, siguiendo trazados argumentales variables. La exposición se modifica aproximadamente cada año, con el fin de mostrar diferentes obras de sus fondos y, por otro lado, poner de manifiesto las posibilidades narrativas del arte del siglo XX. Los fondos propios del museo integran en ocasiones otras exposiciones para su exhibición dentro (exposiciones de cámara o temáticas de menor dimensión) o fuera de Artium Museoa. 
El museo produce además exposiciones temporales. Junto con ellas, Artium Museoa produce una variada muestra de programas públicos y actividades educativas y culturales que contextualizan las muestras temporales, al tiempo que difunden otras manifestaciones artísticas relacionadas con la creación contemporánea. Ciclos de cine, conferencias, seminarios, mesas redondas, programas educativos específicos o actuaciones de danza y música contemporánea son algunas de las propuestas del museo.

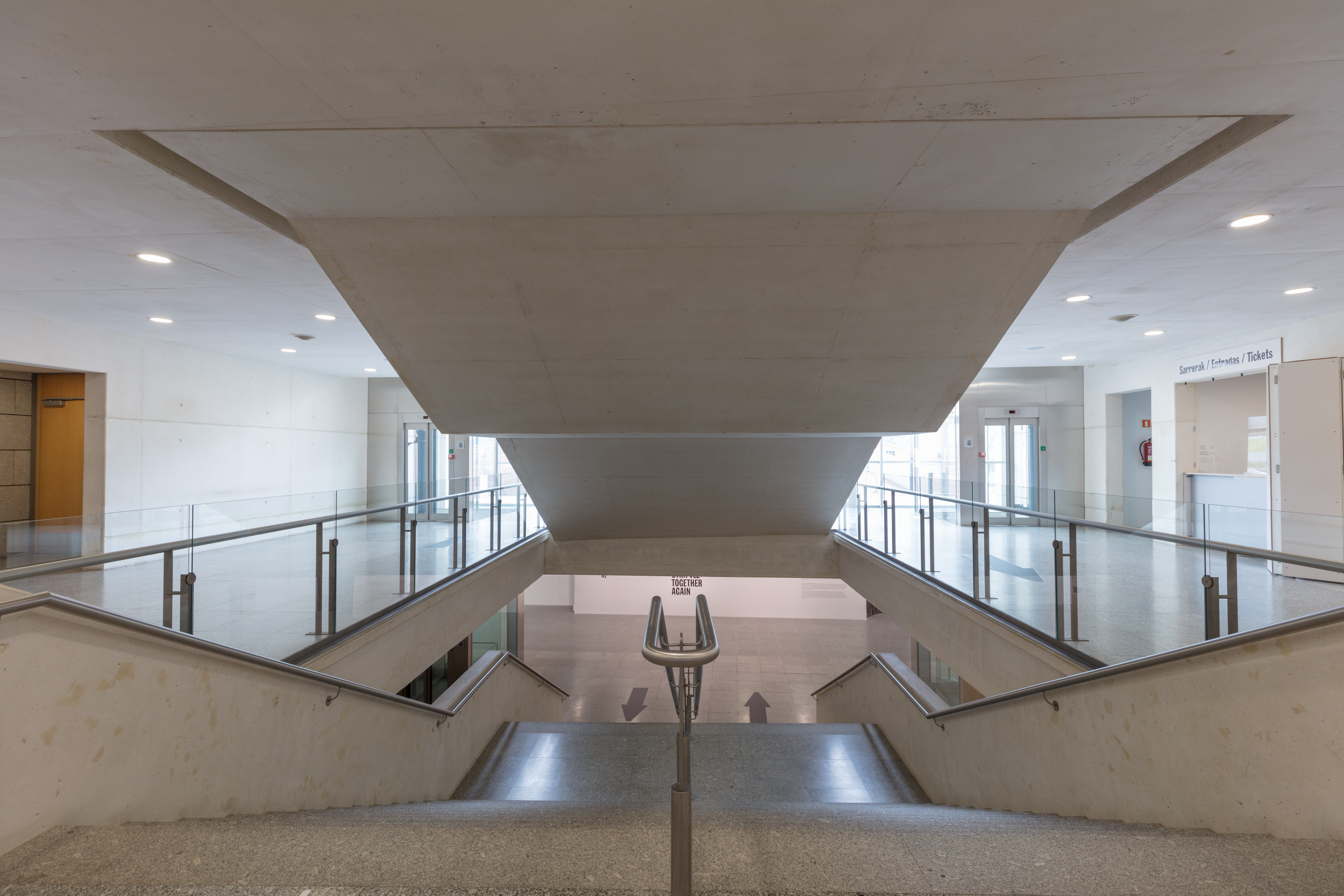
Vista del interior del edificio. Acceso de visitantes

La Biblioteca y Centro de Documentación de Artium Museoa, especializado en arte moderno y contemporáneo, es de libre acceso y está dirigido no sólo a investigadores sino a usuarios interesados en esta área de la creación artística. Sus fondos están compuestos por 20.000 volúmenes entre monografías, catálogos de exposiciones, revistas, vídeos, carteles y folletos. Además, la Biblioteca y Centro de Documentación programa periódicamente actividades complementarias que contribuyen a la difusión de los fondos bibliográficos relacionados con el cine, el vídeo o la música. Horario: de lunes a viernes de 11:00 a 14:00 y de 16:00 a 19:30. Sábados de 10:00 a 14:00.

## Horarios y tarifas
Artium Museoa abre sus puertas de martes a viernes de 11:00 a 14:00 h y de 17:00 a 20:00 h, y sábados, domingos y festivos de 11:00 a 20:00 h (ininterrumpido); los lunes no festivos, permanece cerrado. Durante la apertura al público, el acceso a las exposiciones requiere la adquisición de un ticket. 
Entrada gratuita: Todas las tardes | Domingos todo el día | Menores de 14 años, estudiantes, personas en desempleo y pensionistas; docentes, periodistas y guías, con acreditación; miembros del ICOM, IAC y MAV
Tarifa general: 5 €
Entrada bonificada: 2,5 €; familias numerosas; personas beneficiarias de convenios con otras instituciones: Museo de Bellas Artes de Bilbao, Chillida Leku, Museo San Telmo de San Sebastián, Museo Jorge Oteiza, ItsasMuseum
Grupos:
- Visitas con guía: 50,00 €, entrada incluida. Máximo 25 personas por grupo

Servicios adicionales:
- Zona WiFi (servicio gratuito)
- Audio guía gratuita con la entrada del museo (n.º de unidades limitado)
- El museo dispone de coches para niños y sillas de ruedas para acceder a las salas del museo. Se pueden solicitar en el guardarropa.

## Galería

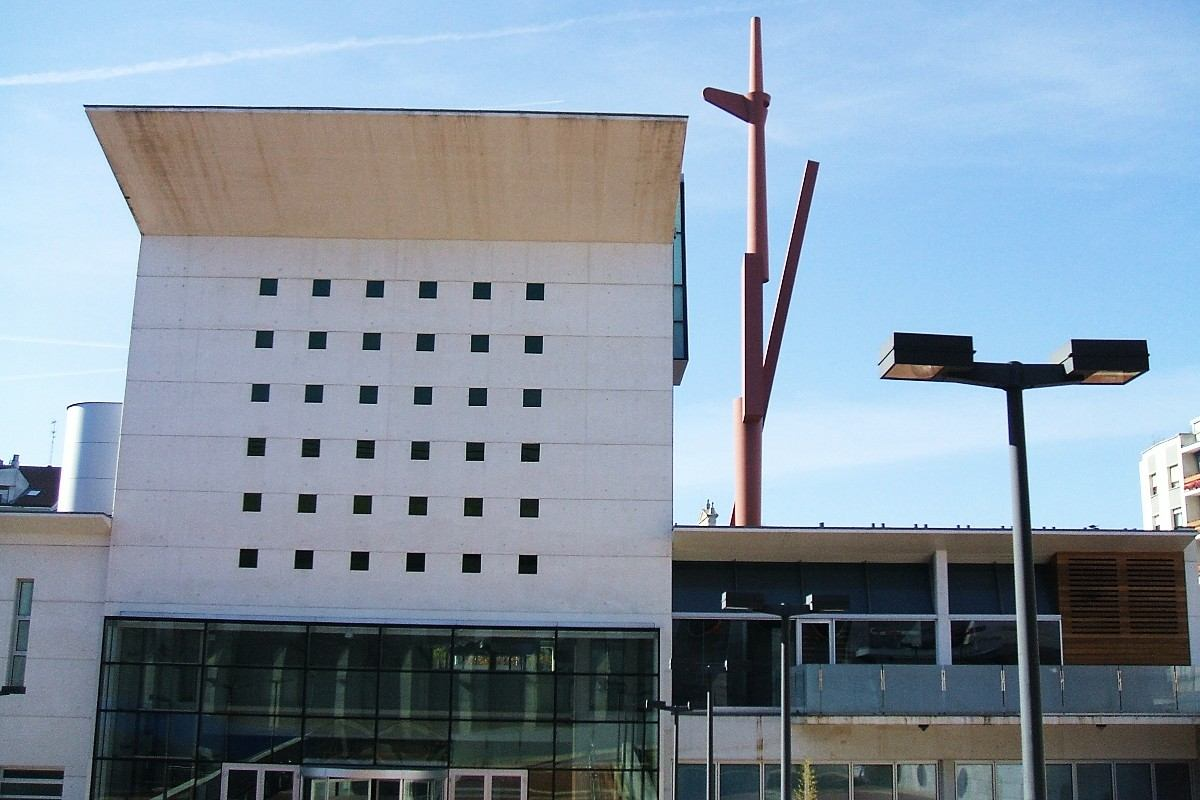
Vista exterior.
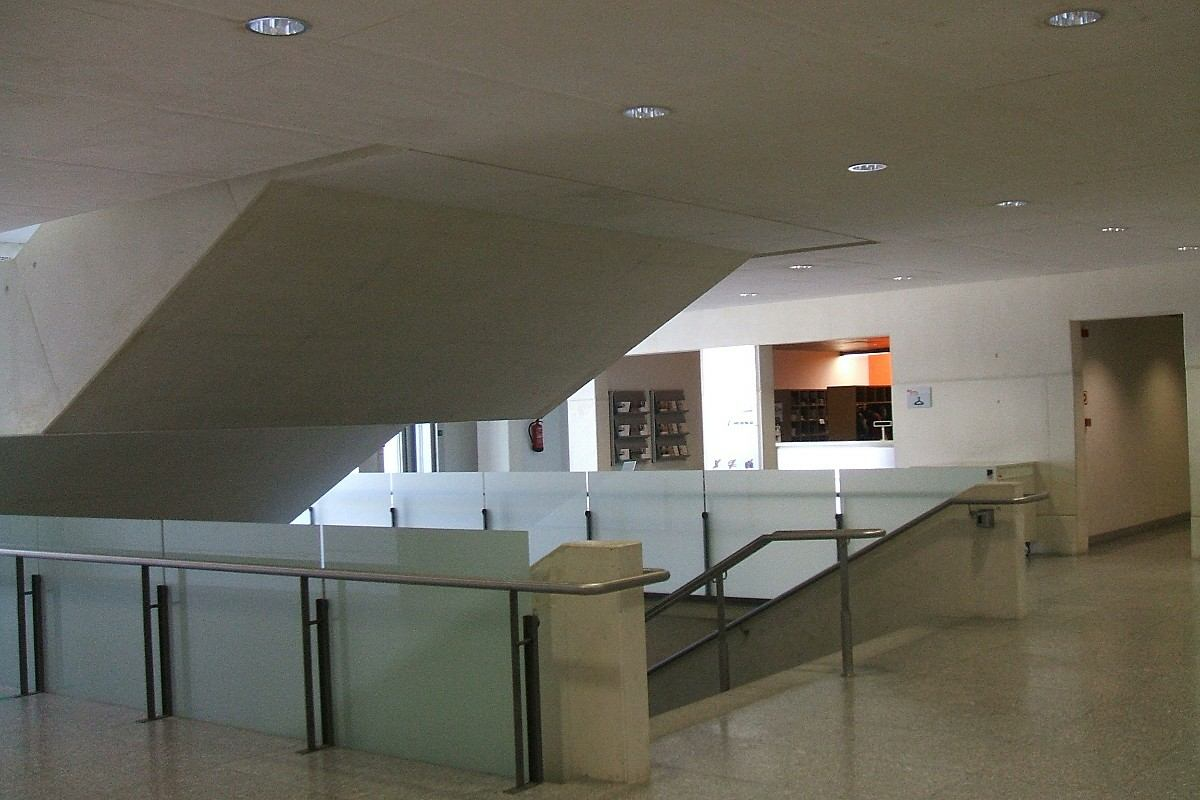
Vista interior.
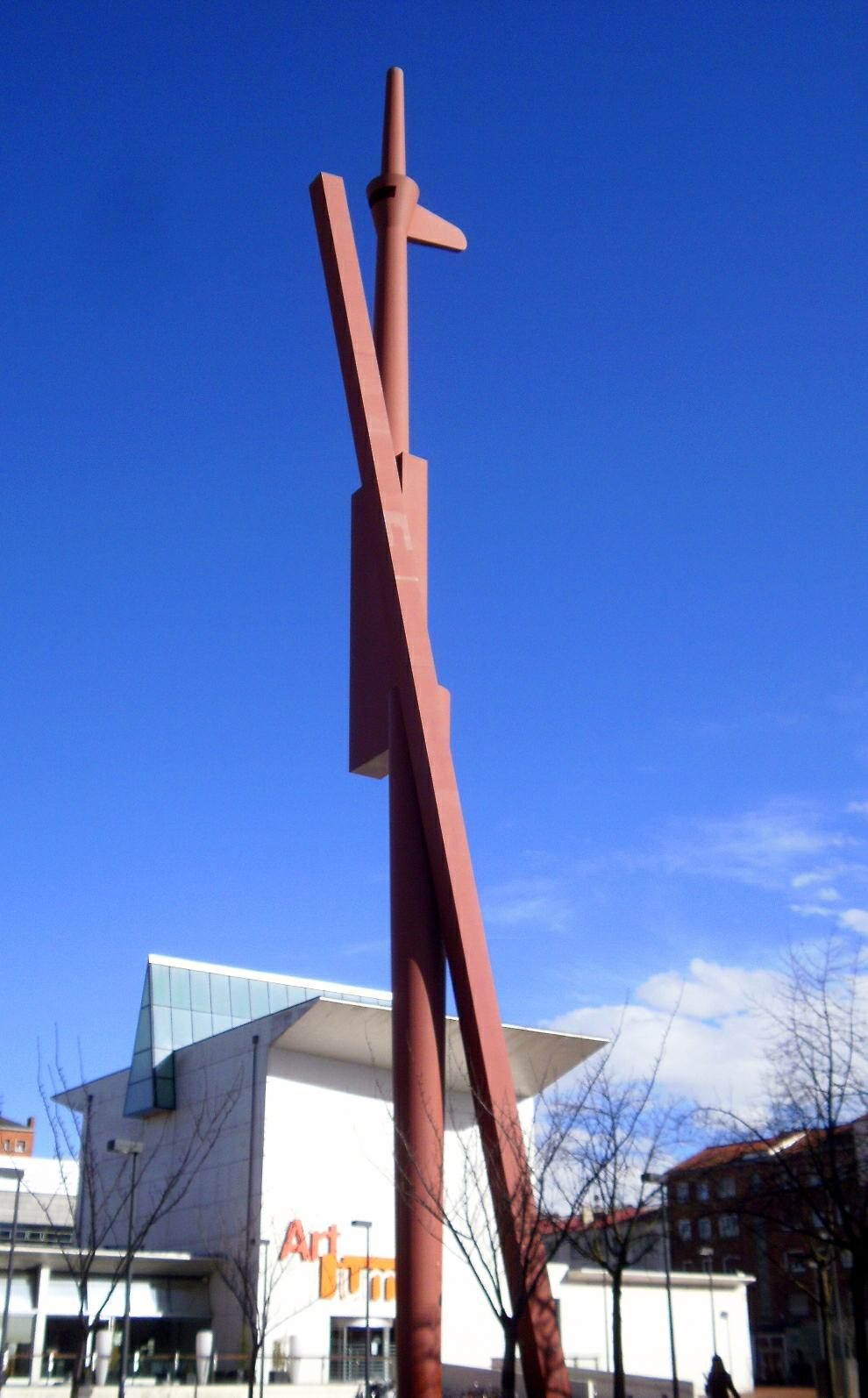
'La Mirada' (2001), de Miquel Navarro